# Malcolm J. Meriwell
Malcolm J. Meriwell, alias «Midas» es un personaje ficticio del universo Marvel, villano de Spider-Man.

## Biografía ficticia
Malcolm Jayreson Meriwell se convenció de que su filántropo y adinerado hermano Harrison estaba siendo engañado por las organizaciones benéficas. Trató de persuadirle para que cesara en sus actividades de beneficencia. Cuando Harrison se negó, Malcolm se decidió a ponerle fin a las actividades de su hermano. Usando el alias de Midas el Hombre de Oro y trabajando en la discoteca Harrison Hot Spot, Malcolm comenzó a drogar a unos s niños en un complot para acabar con todos los afroamericanos en Estados Unidos. Esto atrajo la atención de Sam Wilson y Gloria Grant. El primo de Gloria y sus amigos fueron drogados por los esbirros de Midas y terminaron asaltando a Gloria. Sus gritos alertaron a Spider-Man, que les sometió. Cuando el efecto de las drogas pasó, ellos recordaban a un hombre dorado y su plan. Finalmente Malcom fue identificado como Midas.

## Poderes y habilidades
Malcolm Jayreson Meriwell cuenta con un spray que ocasiona un efecto narcótico en sus víctimas.